# Deathstars
Deathstars – szwedzka grupa muzyczna.
Jej nazwa wywodzi się ze sloganu Death Metal Stars (pol. deathmetalowe gwiazdy). Zespół balansuje pomiędzy metalową a gotycką stylistyką. Podążają w kierunku industrialnego metalu, można także dostrzec inspiracje mrocznym cyber-totalitaryzmem, widocznym w wielu tego typu zespołach.

## Historia
Deathstars ma swoje początki już w 2000 roku, kiedy to po rozpadzie słynnej szwedzkiej grupy blackmetalowej Dissection dwaj muzycy Ole Öhman (pseud. "Bone W Machine", a w Dissection "Bone") i Emil Nōdtveidt (pseud. "Nightmare Industries", a w Dissection "Nightmare") wpadli na pomysł stworzenia grupy industrial metalowej, ponieważ obydwaj inspirowali się tym gatunkiem od dawna. Miała ona nosić nazwę Deathstars. Skład grupy uzupełnili byli członkowie grupy SwordMaster, czyli wokalista Andreas Bergh (pseud. "Whiplasher Bernadotte, a w SwordMaster "Whiplasher") i gitarzysta Erik Halvorsen (pseud. "Beast X Electric", a w SwordMaster "Beast"). W grupie widoczny i doskwierający był jednak brak basisty. Tę lukę szybko uzupełnił Jonas Kangur, który na początku grał w grupie tylko na żywo i sesyjnie. W 2003 roku po ciężkiej pracy członków grupy, pod nakładem wytwórni Nuclear Blast ukazał się debiutancki krążek, noszący nazwę Synthetic Generation. Sprzedał się w Skandynawii w dosyć sporej ilości, ponieważ grupa wprowadziła na rynek muzyczny w tamtym regionie zupełnie nowe brzmienie, więc album się spodobał. W 2005 roku tuż po wydaniu singla Cyanide, który miał promować nowy album (Termination Bliss) odszedł gitarzysta Erik Halvorsen, ale zespół kontynuował działalność jako kwartet. W roku 2006 do zespołu doszedł gitarzysta Eric Backmän (pseud. "Cat Casino"). W takim składzie zespół grał do 2013 roku, wtedy opuścił go Cat Casino.

## Muzycy

### Obecny skład
- Andreas "Whiplasher Bernadotte" Bergh – wokal
- Emil "Nightmare Industries" Nödtveidt – gitara, keyboard
- Jonas "Skinny" Kangur – gitara basowa (od 2003)
- Marcus "Nitro" Johansson – perkusja
- Eric "Cat Casino" Backmän – gitara

### Byli członkowie
- Erik "Beast X Electric" Halvorsen – gitara
- Adrian Erlandsson - perkusja live (2008)
- Ole "Bone W Machine" Öhman - perkusja
- Oscar "Vice" Leander – perkusja (od 2011)

### Muzycy sesyjni
- Ann Ekberg – wokal
- Johanna Beckström – wokal

## Dyskografia

### Albumy studyjne
| 2003                           | Synthetic Generation - Data: 24 listopada 2003 - Wydawca: Nuclear Blast | —  | 48 | —  | —   | —  |
| 2006                           | Termination Bliss - Data: 27 stycznia 2006 - Wydawca: Nuclear Blast     | 87 | 41 | —  | —   | —  |
| 2009                           | Night Electric Night - Data: 30 stycznia 2009 - Wydawca: Nuclear Blast  | 36 | 10 | 43 | 164 | 32 |
| 2014                           | The Perfect Cult - Data: 13 czerwca 2014 - Wydawca: Nuclear Blast       | 44 | —  | —  | —   | —  |
| 2023                           | Everything Destroys You - Data: 5 maja 2023 - Wydawca: Nuclear Blast    | 67 | —  | —  | —   | —  |
| "—" pozycja nie była notowana. |                                                                         |    |    |    |     |    |

### Single
| 2002                           | "Synthetic Generation" | 57 | Synthetic Generation |
| 2003                           | "Syndrome"             | —  | Synthetic Generation |
| 2005                           | "Cyanide"              | —  | Termination Bliss    |
| 2006                           | "Blitzkrieg"           | —  | Termination Bliss    |
| 2009                           | "Death Dies Hard"      | —  | Night Electric Night |
| "—" pozycja nie była notowana. |                        |    |                      |

## Wideografia
| Rok  | Tytuł                                                            |
| ---- | ---------------------------------------------------------------- |
| 2008 | Termination Bliss Extented - Data: 2008 - Wydawca: Nuclear Blast |

## Teledyski
| Rok  | Tytuł                  | Reżyseria   | Album                |
| ---- | ---------------------- | ----------- | -------------------- |
| 2001 | "Synthetic Generation" | Jorge Bravo | Synthetic Generation |
| 2002 | "Syndrome"             | —           | Synthetic Generation |
| 2005 | "Cyanide"              | —           | Termination Bliss    |
| 2006 | "Blitzkrieg"           | —           | Termination Bliss    |
| 2007 | "Virtue To Vice"       | —           | Termination Bliss    |
| 2008 | "Death Dies Hard"      | —           | Night Electric Night |
| 2014 | "All The Devils Toys"  | —           | Perfect Cult         |

## Nagrody i wyróżnienia
| Rok  | Kategoria               | Tytułem    | Nagroda                         | Nota      | Źródło |
| ---- | ----------------------- | ---------- | ------------------------------- | --------- | ------ |
| 2007 | Best Newcomer           | Deathstars | Metal Hammer Golden Gods Awards | Laur      | [ 9 ]  |
| 2009 | Best Live Band          | Deathstars | Metal Hammer Golden Gods Awards | Nominacja | [ 10 ] |
| 2009 | Best International Band | Deathstars | Metal Hammer Golden Gods Awards | Nominacja | [ 10 ] |